# Sanos

«Sanos» — югославська, пізніше македонська компанія-виробник автобусів. Штаб-квартира розташована в Скоп'є.

## Історія
Компанія виникла в 1946 як державний заклад під назвою «Fabrika za avtobusi Skoplje» (FAS), хоча виробничі потужності існували вже у 1930 році та налічували 30 працівників. Автобуси підприємства «Sanos» вироблялися за ліцензією «Daimler–Benz AG» та базувалися на моделях «Mercedes O317K», «Mercedes O302» та «Mercedes O303». У 1970—1980-х розпочався експорт автобусів «Sanos» за кордон. У 1967 «Sanos» почала співпрацювати з польською компанією «Autosan», унаслідок цього було вироблено 15 прототипів моделі «Sanos A9». Перед цим компанія в співпраці з чехословацьким підприємством «Škoda» випустила моделі тролейбусів «115Tr» (одинарний) та «200Tr» (подвійний). У виробництві автобусів «Sanos» були задіяні три компанії — «Fabrika Automobila Priboj» (FAP), що виробляла задні мости, системи приводів та гальмування; «Famos» (Сараєво), що продукувала двигуни та коробки передач, та фабрика у Скоп′є, що здійснювала остаточне монтування автобусів. Усі три компанії, а також «TAZ» («Tvornica Autobusa Zagreb»), що виробляла автобуси «Dubrava», були об'єднані в підприємство «FAP Famos Beograd». Автобуси «Sanos» вироблялися з розташованими в задній частині моторами, тоді як в автобусах «Dubrava» мотор, залежно від моделі, знаходився або спереду, або ззаду. Обидві марки автобусів мали подібний тип кузова, відрізняючись лише його передньою частиною. Спереду розміщувався напис «Sanos», над яким розміщувався логотип у вигляді горизонтально розташованої стрілки компасу, що належить компанії «FAP». У 1991 році Македонія оголосила незалежність, що ускладнило ситуацію на виробництві. У 2001 році випуск автобусів був припинений, однак уже 2004 року фабрику викупило підприємство «Unitires», після чого виробництво автобусів «Sanos» було відновлено.

## Моделі
| - Sanos S14 - Sanos S115 - Sanos S200 - Sanos S208 - Sanos S213 - Sanos S215 - Sanos S217 - Sanos S218 - Sanos S311 - Sanos S314 | - Sanos S315 - Sanos S403 - Sanos S404 - Sanos S409 - Sanos S411 - Sanos S415 - Sanos S511 - Sanos S515 - Sanos S608 - Sanos S715 |

## Галерея

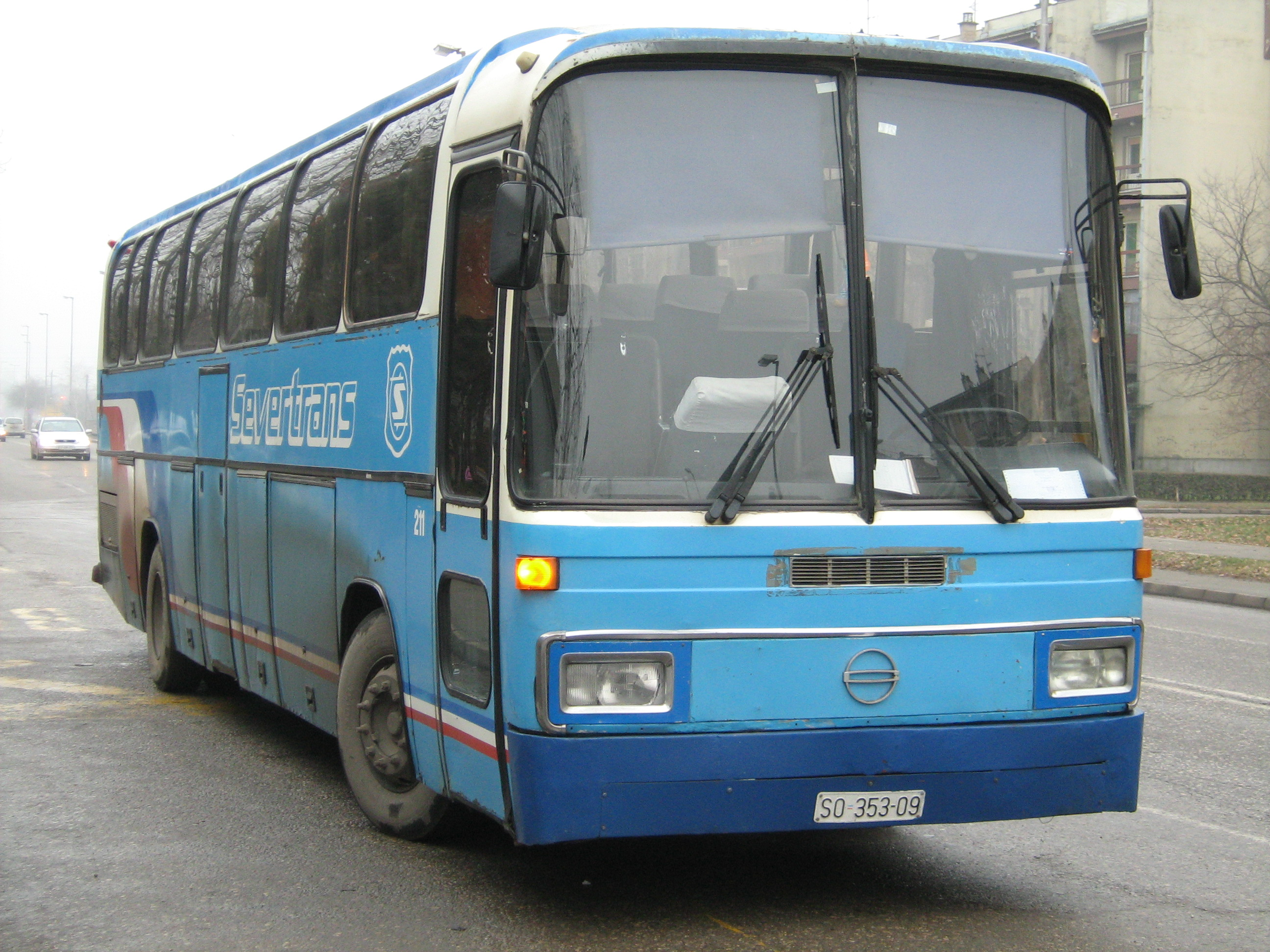
Sanos S315
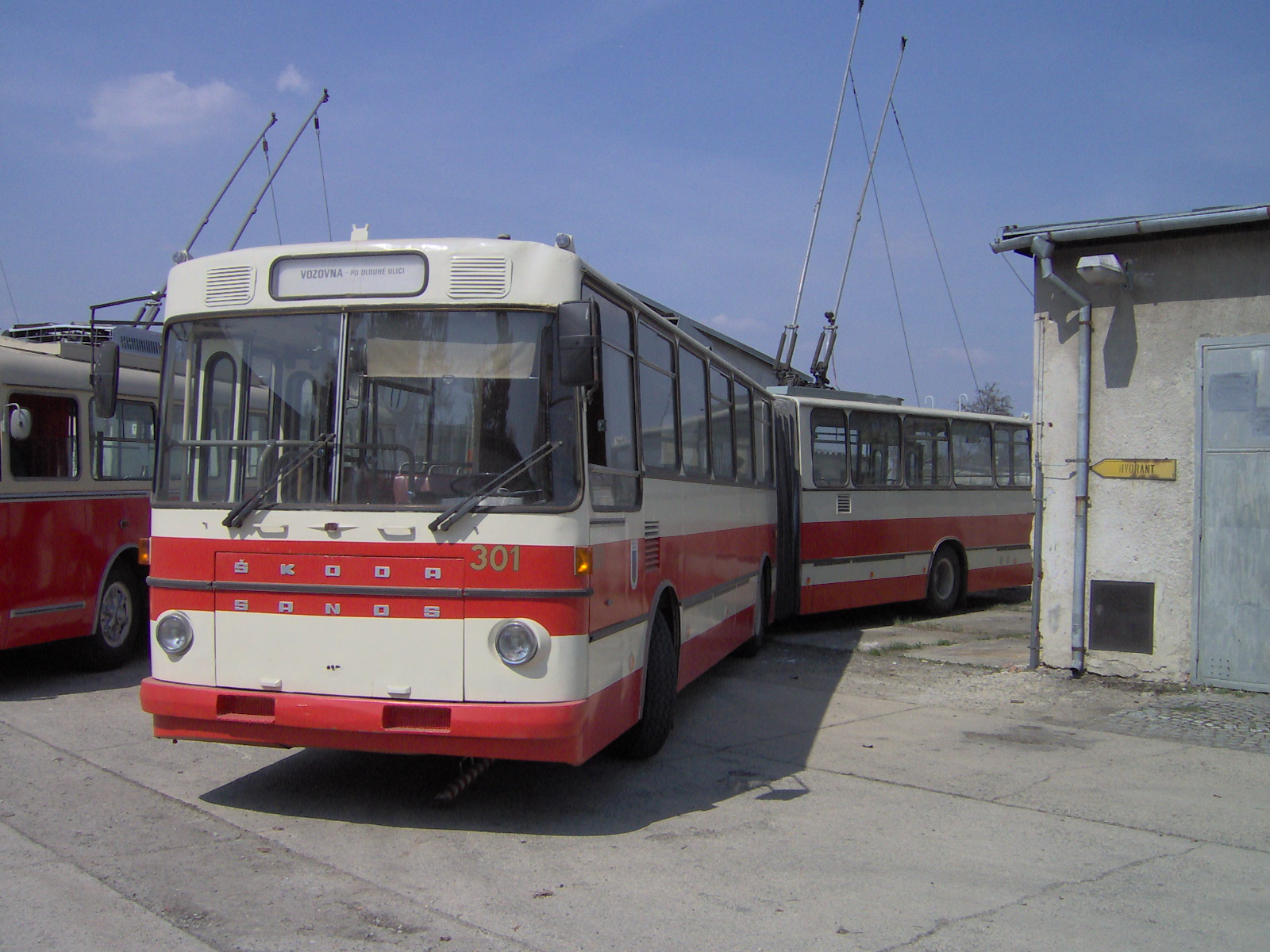
Тролейбус Škoda-Sanos S 200T
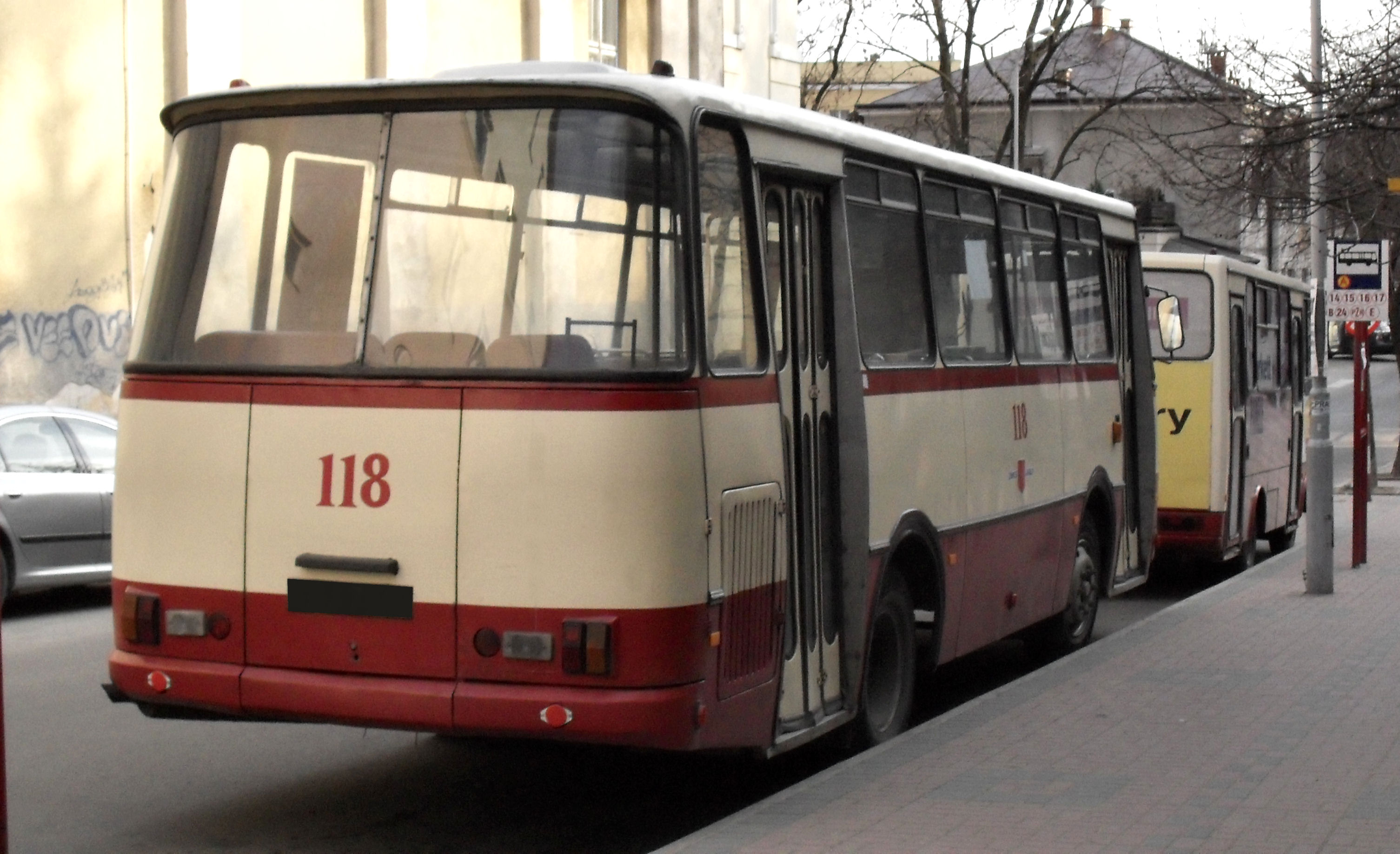
Autosan H9 (H9-35) (вид ззаду)
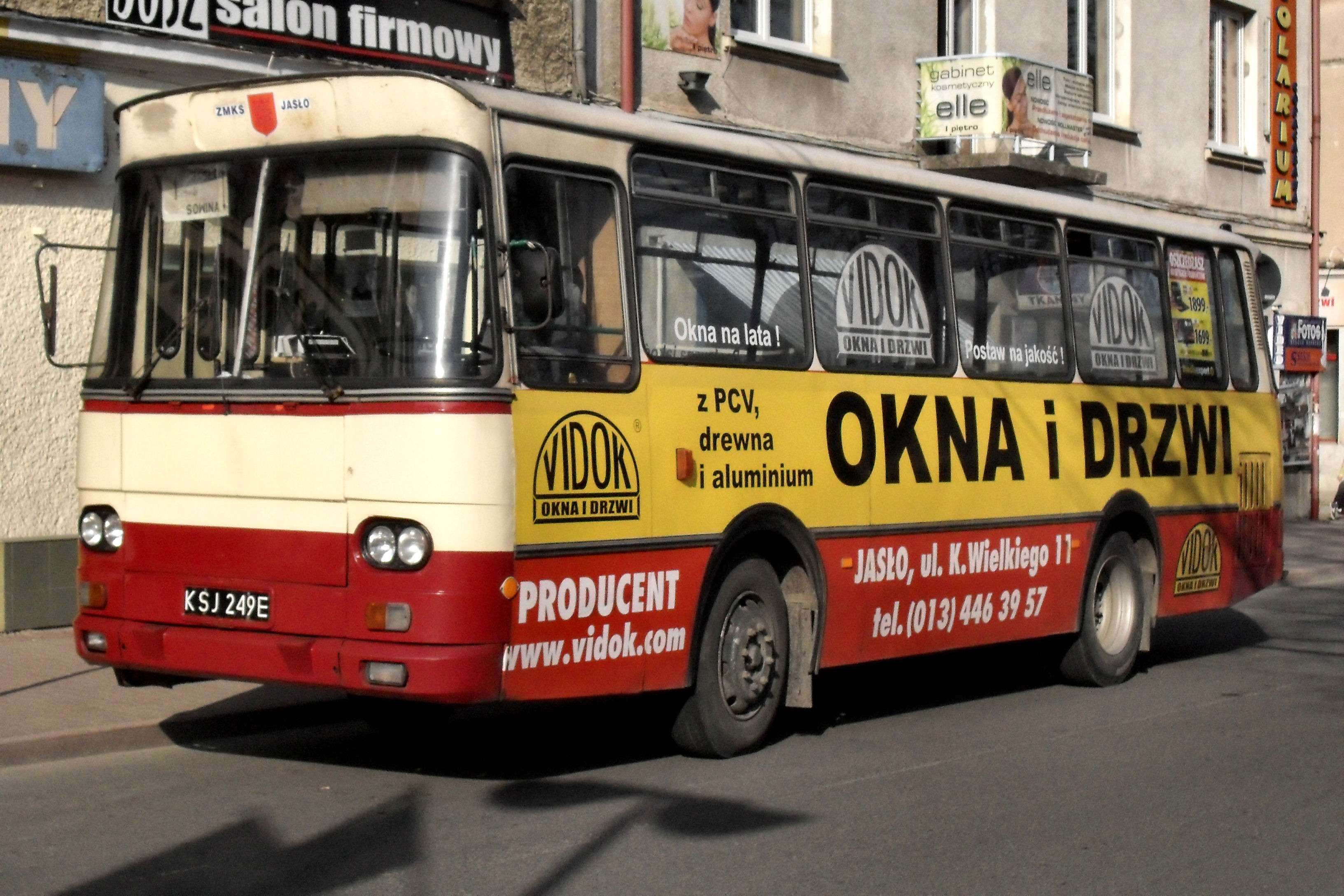
Autosan H9-35 (вид спереду)